# جاستینا
فریماه حبشی‌زاده اصل (زادهٔ ۳۰ بهمن ۱۳۶۸) با نام هنری جاستینا خواننده و ترانه‌سرای سبک رپ فارسی، و بازیگر تئاتر اهل ایران است. جاستینا مدرک کارشناسی را در رشته تحصیلی تئاتر گرفته اما چندی بعد به فعالیت در موسیقی روی آورده است.

## ورود به عرصه موسیقی
جاستینا از کودکی به آواز علاقهٔ خاصی داشت و دلیل این موضوع را علاقهٔ پدرش به موسیقی خصوصاً موسیقی آمریکایی می‌داند. طبق گفته خودش وی پس از شنیدن موسیقی‌ها در خانه آن‌ها را حفظ کرده و «به‌طور کامل و بهتر از خود خواننده» بازخوانی می‌کرده و از آن زمان بود که وی متوجه علاقهٔ خودش به خوانندگی شد. فریما به یادگیری ساز پیانو پرداخت تا اینکه در سن هفده سالگی برای اولین بار برای خوانندگی وارد یک استودیو زیرزمینی شد.

## فعالیت هنری
جاستینا در سال ۱۳۹۰ (در سن ۲۲ سالگی) کار حرفه‌ای خود را شروع کرد. او در سبک‌های هیپ هاپ، رپ فارسی و ریتم اند بلوز فعالیت کرده است. اولین کارش آهنگ نمی‌خوام کاور یکی از آهنگ‌های ریانا به سبک آر اند بی بوده است، علاوه بر این وی عضو کمپانی "می‌شناسی ما رو" بوده که با برگزیده شدن در مسابقه "ارتش تن به ۱۰" که توسط گروه تن به ۱۰ برگزار شده و به این کمپانی راه پیدا کرده است.
از آثاری که باعث شهرت وی شده می‌توان به موزیک ویدیو کاش دنیا بهم یه دختر بده و آهنگ صوتیِ به این آزادی بخند که تأثیر زیادی داشتند، اشاره کرد. جاستینا از معدود خوانندگان زن در سبک رپ فارسی است که در فضای مجازی طرفداران و نیز شهرت زیادی دارد. رشته تحصیلی او تئاتر است و به بازیگری در تئاتر نیز می‌پردازد.

### موضوع آهنگ‌ها
موضوع آهنگ‌های جاستینا به سه بخش اصلی تقسیم می‌شود:
1. مضمون اشعار جاستینا در آهنگ‌هایش بیشتر مشکلات اجتماعی زنان و حمایت از حقوق زن است. مثال بارز این سبک کاری وی آهنگ «کاش دنیا» و «به این آزادی بخند» است.[۶]
2. موضوع برخی از آهنگ‌های وی اعتراض به وضعیت و مشکلات روز جامعه است؛ مانند آهنگ گربه نر.[۳]
3. برخی دیگر از آهنگ‌های او نیز همانند خیلی از رپرهای دیگر دارای کل‌کل‌های رپی و گنگ است. برای مثال دختر رپ صرفاً جهت قدرت‌نمایی خوانده شده است.

## ترانه‌شناسی

### آلبوم‌ها

#### مشت (EP)
| نام ترانه | ترانه‌سرا و خواننده | آهنگساز و تنظیم‌کننده | توضیحات                 |
| --------- | ------------------ | -------------------- | ----------------------- |
| قبل و بعد | جاستینا            | گروه تنبه ۱۰         | در آوریل ۲۰۱۴ منتشر شد. |
| گربه نر   | جاستینا            | گروه تنبه ۱۰         | در آوریل ۲۰۱۴ منتشر شد. |
| بازنده    | جاستینا            | گروه تنبه ۱۰         | در آوریل ۲۰۱۴ منتشر شد. |

### تک‌آهنگ‌ها
| سال انتشار | نام ترانه                | ترانه‌سرا و خواننده       | آهنگساز و تنظیم‌کننده       |
| ---------- | ------------------------ | ------------------------ | -------------------------- |
| ۲۰۲۳       | چشم                      | جاستینا                  | جامین                      |
| ۲۰۲۲       | شلاق                     | جاستینا و توماج          | بهزاد                      |
| ۲۰۲۲       | پیچک                     | جاستینا و توماج          | ته‌رنگ                      |
| ۲۰۲۱       | سلطان                    | جاستینا                  | جامین                      |
| ۲۰۲۰       | فاک یو ارباب             | جاستینا                  | جامین                      |
| ۲۰۲۰       | خفقان                    | جاستینا و اَرشی           |                            |
| ۲۰۲۰       | فتوا                     | جاستینا و فرآواز         | حسام جبرئیلی               |
| ۲۰۲۰       | تو جای من نیستی          | جاستینا                  | شاهرخ موزیک                |
| ۲۰۲۰       | غریبه                    | جاستینا                  |                            |
| ۲۰۱۹       | حکایت                    | جاستینا و محکوم          | [ ۱۱ ]                     |
| ۲۰۱۹       | می‌رقصم                   | جاستینا                  | جاستینا و جامین            |
| ۲۰۱۹       | حیف                      | جاستینا                  |                            |
| ۲۰۱۹       | بگو برا چی               | جاستینا                  | جاستینا و پویا ثابتی       |
| ۲۰۱۹       | عادت                     | جاستینا و پوتک           | پوتک                       |
| ۲۰۱۹       | فرصت                     | جاستینا                  | جامین                      |
| ۲۰۱۹       | دیگه بعد رفت             | جاستینا                  |                            |
| ۲۰۱۸       | ترافیک جنسی              | جاستینا، حصین و میلاد اس |                            |
| ۲۰۱۸       | صبر ۲                    | جاستینا و شایع           | محمد رضائیان و شروین رادفر |
| ۲۰۱۸       | بپا                      | جاستینا                  |                            |
| ۲۰۱۸       | الماس                    | جاستینا و نیکیتا         |                            |
| ۲۰۱۸       | ام ام ام                 | جاستینا                  |                            |
| ۲۰۱۸       | جت                       | جاستینا                  |                            |
| ۲۰۱۸       | گوشه                     | جاستینا                  | بیداد                      |
| ۲۰۱۷       | بات                      | جاستینا                  |                            |
| ۲۰۱۶       | مثل هم                   | جاستینا                  |                            |
| ۲۰۱۵       | تغییر                    | جاستینا                  | [ ۱۲ ]                     |
| ۲۰۱۵       | دختر رپ                  | جاستینا                  | ارساز                      |
| ۲۰۱۵       | منگ                      | جاستینا                  |                            |
| ۲۰۱۴       | آدمیت                    | جاستینا                  | [ ۱۳ ]                     |
| ۲۰۱۴       | ببر                      | جاستینا                  |                            |
| ۲۰۱۴       | کاش دنیا بهم یه دختر بده | جاستینا                  | بیداد                      |
| ۲۰۱۴       | قصه من                   | جاستینا                  |                            |
| ۲۰۱۴       | خواب و بیدار             | جاستینا                  |                            |
| ۲۰۱۳       | عروسک                    | جاستینا                  |                            |
| ۲۰۱۳       | به این آزادی بخند        | جاستینا                  |                            |
| ۲۰۱۳       | مهم نیست                 | جاستینا                  |                            |
| ۲۰۱۳       | یادته                    | جاستینا و موتکس          |                            |
| ۲۰۱۳       | نگاه                     | جاستینا                  |                            |
| ۲۰۱۲       | تنبلیم                   | جاستینا                  | تنبه ۱۰                    |
| ۲۰۱۲       | اوج پرواز                | جاستینا و صادق           | [ ۱۴ ]                     |
| ۲۰۱۲       | قدم به قدم               | جاستینا                  |                            |